# Strava
Strava（ストラバ）は、ソーシャルネットワーク機能を組み込んだフィットネスアクティビティ記録用のWebサービスである。主に、GPSを利用したサイクリングやランニングの記録ができる。
フリーミアムモデルを採用しており、いくつかの機能はサブスクリプションプランに契約することで使用できるようになる。
Stravaは2009年にマーク・ゲイニーとマイケル・ホーヴァスにより開発され、アメリカのカリフォルニア州サンフランシスコに拠点を置いている。

## 概要
Stravaはユーザーのアクティビティデータを記録し、ユーザーのフォロワーと共有したり、全体に公開したりできる。アクティビティを公開した場合、Stravaは同じ時間と場所で行われたアクティビティをグループ化する（マラソン、バーチャルサイクリングイベントなど）。アクティビティの記録には、ルートの概要、標高（実標高、獲得標高）、速度（平均、最低、最高）、時間（合計、移動時間）、パワー、および心拍数が含まれる。
アクティビティはスマートフォンのアプリや、ガーミン、Google Fit、スント、Wahooなどのサードパーティ製品から記録することができる。また、StravaのWebサイト上で手動追加することもできる。
Strava Metroは都市計画担当者向けに販売されているプログラムで、サポートされている都市や地域のサイクリングデータを提供する
。

## 歴史
Stravaはスウェーデン語で「努力」を意味する単語である。サービスは2009年に開始された。共同創設者のマーク・ゲイニーとマイケル・ホーヴァスは、1980年代にハーバード大学でボート競技チームのメンバーとして出会った。
サービス開始当初はサイクリストに人気があり、さらにランナーへと人気が広がった。2017年までに、10億回を超えるアクティビティがStravaにアップロードされた。2020年までにStravaのユーザーは5000万人を超え、30億回のアクティビティがアップロードされた。
2022年3月、Stravaは2022年ロシアのウクライナ侵攻の影響で、ロシアとベラルーシにおけるサービスを中止した。
2022年5月、Stravaは傷害予防プログラムを提供するアプリRecover Athleticsの運営会社を買収した。Stravaは、パーソナライズされたケガ予防の運動プランなどを、Recover Athleticsのコンテンツとしてサブスクリプションプランに加えた。
2023年の初頭、Stravaはサブスクリプションプランの大幅な値上げを世界各国で発表した。一部の市場では2倍以上に値上げした。その1ヶ月前には、同社は従業員の約14%を解雇した。同社の最新のベンチャーキャピタルからの資金調達は、2020年1月の1億1000万ドル規模のシリーズFラウンドである。
2023年1月、同社はFatmapを買収した。Fatmapはアウトドアアクティビティ用の3D高解像度マップを構築する企業で、長期的にはFatmapのコアプラットフォームをStravaに統合することを目標としている。
2023年2月、創業者兼CEOのマイケル・ホーヴァスは、より優れたCEOに交代する必要があるとして、辞任を表明した。

## 機能とツール
Stravaはソーシャルメディア機能を組み込んでおり、エクササイズの記録をフォロワーに共有することができる。GPSによる記録だけでなく、写真や映像を投稿することもできる。フォロワーは、投稿にコメントしたり、「Kudos」（いいね!ボタンに相当）を送ったりできる。
Beaconは、Stravaユーザーが自分の位置を選択した相手と共有し、運動中の緊急連絡手段として活用できる機能である。
その他のプレミアム機能として、カスタムルート作成機能や、マップセグメントリーダーボードへのアクセスがある。サブスクリプションプランを利用しているユーザーは、パーソナライズされた回復およびケガ予防運動プランを利用することができる。
Stravaは、セグメントを頻繁に通るランナーやサイクリスト、およびアクティビティタイプごとの最速タイムを表示するリーダーボード機能を提供している。最速タイム（KOM, King of the Mountainの略）は、ドーピングあるいはオートバイなどを用いて不正に記録されたタイムが含まれているとして批判の対象にもなっている。これらの対応として、Stravaは疑わしいアクティビティを報告できる機能を追加した。

## プライバシー問題
2017年11月、Stravaは「グローバルヒートマップ」機能をリリースした。これは世界中のStravaユーザーからの2年間のアクティビティを可視化したものである。2018年1月、国際安全保障を専攻するオーストラリア国立大学の学生が、シリアのアメリカ軍基地、アフガニスタンの前線基地、イギリス海軍のクライド海軍基地などをマッピングしていることを発見した。この調査結果により、フィットネスアプリやその他の位置情報活用サービスに関連するプライバシー問題について継続的に調査が行われた。
StravaのCEOであるジェームズ・クォールズは、同社はこの問題について「軍および政府関係者と協力することを約束」しており、機能を見直してプライバシー設定を簡素化すると発表した。ユーザーはグローバルヒートマップに情報を提供することをオプトアウトできるようになったが、機密情報を含む元のデータはGitHubにアーカイブされたままである。
また、別のセキュリティ上の欠陥が2022年6月に報告され、イスラエルの軍事基地内に勤務する従業員が識別可能になっていた。この問題はStravaのセグメント機能によるものだった。